# مافن توب
مافن توب(Muffin top) مصطلح عامي يُستخدم عادة لوصف دهون الجسم الممتدة أفقياً فوق حواف الخصر لدى الشخص عند ارتداء السراويل أو التنانير الضيقة. يشير المصطلح إلى الطريقة التي يظهر بها المافن عندما يكون مخبوزا في علبة المافن إذ يمتد الجزء العلوي من المافن أفقيًا فوق وحول الجزء العلوي من العُلْبَة أو الغلاف.

## الأصل

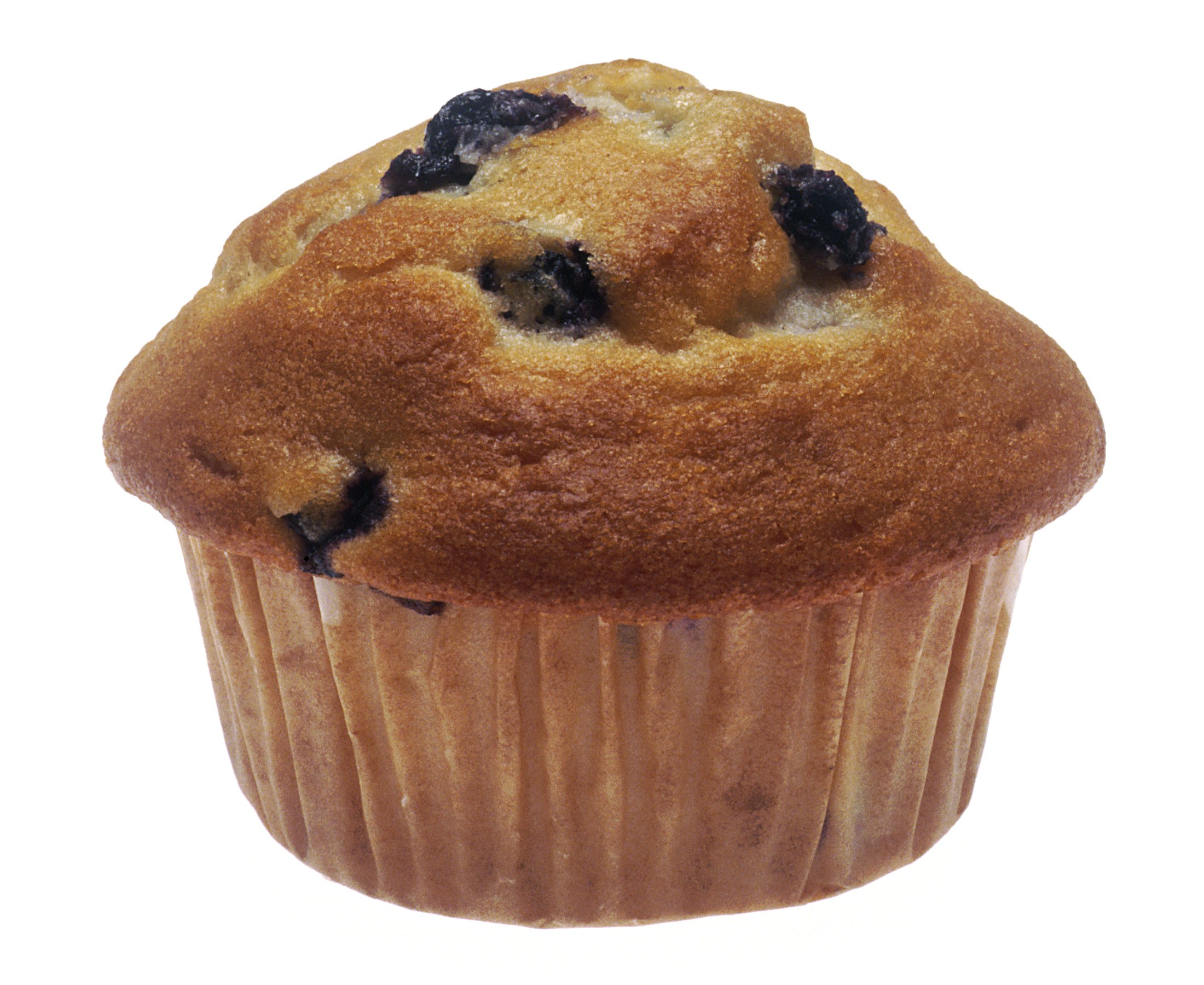
A muffin, with its top wider than its bottom

كلمة مافن توب هي كلمة أسترالية عامية إسْتُحدِثت في منتصف عام 2003. وأصبحت كلمة شائعة في الدول الأُخرى التي تتحدث الإنجليزية. كما تم استخدامها في العديد من دول أوروبا الغربية، مثل ألمانيا وفرنسا. وقد تم نشر هذا المصطلح لأول مرة من قبل البرنامج التلفزيوني الأسترالي كاث وكيم (kath and kim). وتم اختيار كلمة مافن توب ككلمة السنة في 2006 من قبل قاموس ماكواري. أطلقت جمعية اللهجة الأمريكية على هذا المصطلح أحد المصطلحات الجديدة «الأكثر إبداعًا» في العام نفسه. و أضاف قاموس أكسفورد الإنجليزي هذا المصطلح إلى نسختها الإلكترونية في آذار من عام 2011.